# 大矢真夕
大矢 真夕（おおや まゆ、1985年5月27日 - ）は、日本のタレント、元グラビアアイドル、元レースクイーン。愛知県稲沢市出身。プラチナムプロダクションに所属していたが現在同事務所の公式サイトに名前はない。

## 略歴
2006年、SUPER GT「houzan's cosmosサーキットレディ」としてレースクイーンデビュー。
2007年1月、東京オートサロン内で行われた「RACE QUEEN AWARD 2007」でファイナリスト5名に選ばれる。この年から3年間、SUPER GT「ZENT sweeties」メンバーとして活動。JLMC TEAM KAWAMURA レースクイーンを務める。
2008年、東京オートサロンイメージガール『A-class』メンバーとして活動。
2009年、オートサロンのイメージガール『A-class』に2年連続で選ばれる。同年3月、レースクイーン・オブ・ザ・イヤー08-09を受賞する。同年3月19日、オフィシャルブログ「FREE PASS」を新設。
2011年、三栄書房のゴルフ雑誌「GOLF TODAY」のイメージガール「GTB（ゴルフトゥデイバーディーズ）」の2期生として参加（同年6月号より）。同年6月13日、日テレジェニック2011にこれまでの史上最年長で選ばれる。
2020年現在、グラビアアイドル、レースクイーンは卒業している。

## 人物
趣味はお風呂に入ること、映画鑑賞。特技はピアノ、水泳、出張の準備、円周率暗唱、眼球リレー、オセロ。好きな色は黒、白。兄が1人いる。へそピアスを開けている。
学生時代は男子サッカー部でマネージャーを務めていたまたサッカー日本代表の本田圭佑選手のファンであることを公言してる。

## 作品

### アルバム
A-class
- TOKYO AUTOSALON presents EVOLUTION #04（2007年12月26日、AVCD-23413）
  - Don't Make Me Cry
- TOKYO AUTOSALON presents EVOLUTION #05」（2008年12月17日、AAVCD-23704）
  - OPEN YOUR EYES

### 映像作品
- 大矢真夕 RQ360（2007年10月24日） - EAN 4510418000463。
- Metamorphose（2008年10月8日） - EAN 4510418000661。
- Glamorous Diva（2009年5月7日） - EAN 4996792350071。
- 純真フライト（2009年9月18日） - EAN 4560161572960。
- 純真フライトⅡ（2010年5月21日） - EAN 4560161574551。
- 悩殺パラダイス（2010年10月22日） - EAN 4949726301540。
- せつなの恋人（2011年1月21日） - EAN 4547770009766。
- 真夕中 MID-EVENING（2011年9月21日） - EAN 4988021136044。

コラボ
- アル中masaと大矢真夕の水着deおりがみ〜初級編〜（2008年9月26日） - EAN 4539373015176。
- アル中masaと大矢真夕の水着deおりがみ〜上級編〜（2008年9月26日） - EAN 4539373015183。
- TWIN-KLE / 大矢真夕&友稀サナ（2008年11月5日） - EAN 4510418000692。

## 出演

### テレビ
- ジャイケルマクソン（2007年4月25日、毎日放送）
- 加藤夏希のトレンドアイズ（2008年11月19日、BS日テレ）
- TOKYO DRIFT GIRLS（2009年4月 - 6月、テレビ東京）
- 華麗なるスパイ（2009年7月 - 9月、日本テレビ）
- 女神降臨（2010年10月18日 - 2010年10月31日、MONDO TV、MONDO TV HD） - #2[5]。
- アイドルの穴〜日テレジェニックを探せ!〜（2011年4月 - 、日本テレビ）
- 原口あきまさの今がぱちドキッ!（2011年6月15・22日、TOKYO MX） - 内藤大助とともにゲスト出演。
- ここが噂のエル・パラシオ 第6話（2011年11月11日 テレビ東京） - ユカリ 役。

### ラジオ
- ゴチャ・まぜっ!金スペ ミニコーナー（MBSラジオ）
  - ゴチャ・まぜっ!水曜日 ミニコーナー（MBSラジオ）
- STVラジオ・チャリティー・ミュージックソン（2011年12月24 - 25日、STVラジオ）
- 田原俊彦「Double-T リラックスタイムⅣ」 - インターネットラジオ。

### インターネット
- J-サポート（2009年10月 - 、あっ!とおどろく放送局）

### オリジナルビデオ
- 爆乳戦隊パイレンジャー（2008年） - 西園寺リカ 役

### パチンコ
- CRラブ嬢～ご延長の方はいかがなさいますか?～（2011年5月、平和）クラブローズのキャバ嬢・まゆ役[6]